# Теруэльская операция
Теруэ́льская операция (исп. Batalla de Teruel) — сражение гражданской войны в Испании, проходившее в декабре 1937 — феврале 1938 года в городе Теруэ́ль и его окрестностях. Воюющие стороны сражались в суровых условиях зимы, худшей за последние двадцать лет. Одна из самых кровопролитных битв за всю войну. Город несколько раз переходил из рук в руки. За два месяца боёв Теруэ́ль неоднократно подвергался тяжёлым артобстрелам и бомбардировкам, а потери обеих сторон превысили 140 тысяч человек. Победа националистов в этой битве во многом предопределила судьбу всей войны.

## Военно-оперативная ситуация
Решение республиканцев атаковать Теруэль объяснялось целым рядом стратегическими причин. Военное руководство считало, что Теруэль не был достаточно защищён, и рассматривало его захват как возможность перехватить инициативу. В течение 1937 года теруэльский выступ арагонского фронта создавал опасность коммуникациям между центром испанской республики и валенсийским побережьем. Кроме того, Теруэль был символом националистической власти в этом регионе и для правительства республики представлялся лакомым куском. Министр обороны Индалесио Прието впечатляющей победой хотел продемонстрировать свою состоятельность, вернуть пошатнувшуюся после осенних поражений репутацию. Премьер-министр Хуан Негрин стремился получить контроль над промышленностью Каталонии. И, наконец, республиканская разведка доложила о том, что Франко готовит крупное наступление на мадридском направлении в районе Гвадалахары, начало которого было назначено на 18 декабря. Республика, желая отвести эту угрозу от столицы, начала это сражение 15 декабря.

### Поле битвы
Теруэль — небольшой провинциальный городок, расположенный в нижнем Арагоне. В 1170-м году был укреплён Альфонсо II Арагонским как естественная приграничная крепость между христианскими и мавританскими государствами. В 1937 году он выполнял ту же роль, разделяя республиканскую Валенсию и националистическую Сарагосу. Город, расположенный на слиянии рек Турия и Альфамбра, окружён со всех сторон довольно высокими (до 930 метров) горами. После неоднократных попыток штурма он был дополнительно укреплён франкистами с учётом выгодного рельефа, обнесён рядами траншей. Ключевой высотой считалась расположенная к западу от города так называемая Ля Муэла де Теруэль — Зуб Теруэля — 1052 метров над уровнем моря. Нужно также заметить, что в зимний период времени в Теруэле отмечаются самые низкие температуры в Испании.

### Силы сторон
Группировка республиканцев под Теруэлем насчитывала 100 000 человек, более ста единиц бронетехники, 125 орудий и почти все республиканские ВВС. Руководство войсками осуществлял генерал Хуан Эрнандес Сарабия. От использования в битве интернациональных бригад было решено отказаться — Теруэль должен был стать «всеиспанской» операцией.
Националисты мало что могли противопоставить на этом участке фронта. Город защищало около 10 000 человек под командованием полковника Доминго Рэй д’Аркура: 3900 солдат 52-й дивизии Теруэля (почти половину составляли фалангисты и гражданские гвардейцы), а также городские ополченцы.

## Ход сражения

### Республиканское наступление и осада

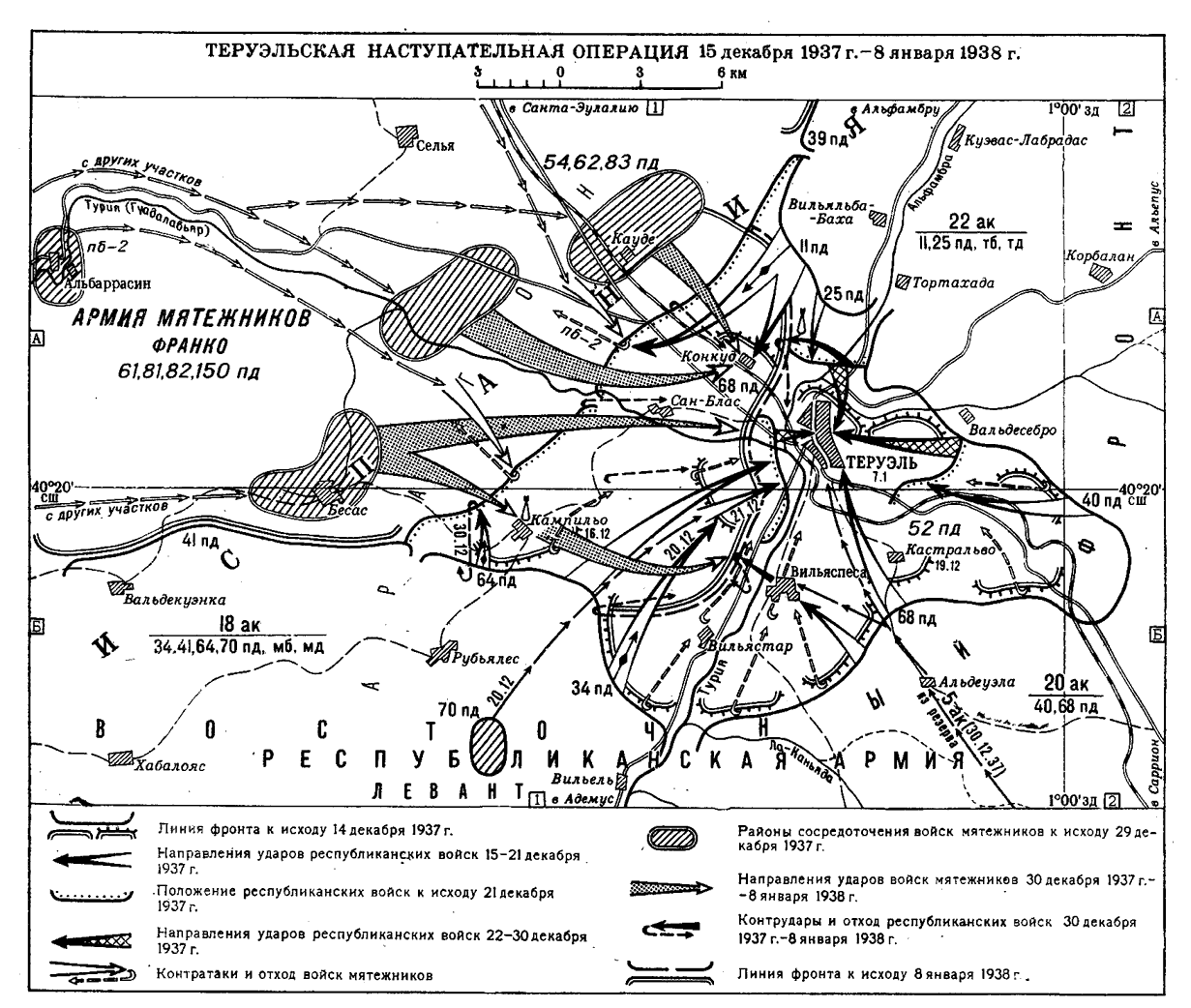
Наступление республиканцев на Теруэль

15 декабря около трёх часов дня республиканцы, не проводя авианалётов и артподготовок, начали наступление на Теруэль. Скрытное сосредоточение войск Народной армии, а также сильные морозы и снегопады обеспечили внезапность нападения. Генерал Сарабия намеревался окружить Теруэль 6 дивизиями и ударами с трёх сторон захватить город. Наступление прикрывали 2 дивизии, которые должны были пресечь попытки националистов прийти на помощь осаждённым. 
17 декабря республиканцы при поддержке авиации прорывают позиции националистов и окружают город. 18 декабря республиканцы занимают позиции на холме к югу от Теруэля и атакуют старое городское кладбище. 21 декабря республиканцы врываются в город, но националистам удаётся удержать центр города. На улицах города идут ожесточённые схватки. 8 января остатки гарнизона во главе с полковником Рей де д’Аркура сдаются в плен, и город переходит в руки республиканцев. Командование националистов расценило поступок Рей де д’Аркура как предательство, военный трибунал заочно приговаривает его к смертной казни. Победа поднимает моральный дух Народной армии, но она же стоит ей больших потерь в людях и технике. На фронте установливается затишье.

### Попытки националистов снять осаду
Нападение республиканцев на Теруэль вызвало растерянность в ставке Франко и у командования его армии. Немецкие военные советники предлагали Франко ответить республиканцам ударом на Центральном фронте, но тот решает во что бы то ни стало деблокировать город.
Для помощи осаждённому Теруэлю 20 декабря были направлены группировки войск генералов де Валера и Аранда в составе 6 пехотных дивизий. К ночи 31 декабря они прорываются к городу и 2 января пытаются его занять. Однако подрыв мостов по приказу Сарабии, а также введение из резерва в бой 5-го армейского корпуса (2 дивизии) вынуждают националистов отступить.

### Контрнаступление националистов
17 января, в условиях сильных морозов и снегопадов, сражение возобновляется. При поддержке артиллерии и авиации (500 орудий и 50 самолетов) войска националистов переходят в наступление. Части Народной армии несут огромные потери, начинает ощущаться острая нехватка медикаментов, оружия и боеприпасов. Генерал Сарабия вводит подкрепления для контрнаступления в долине реки Альфамбра, но безуспешно. 22 января националисты берут под контроль правый берег Альфамбры. Армия республиканцев оказалась в осаде.
В начале февраля генерал Ягуэ наносит неожиданный удар по позициям неприятеля, и за два дня боёв националисты продвигаются на 40 километров. Республиканцы теряют убитыми 15 тыс. солдат и офицеров, 7 тыс. оказалось в плену. 17 февраля войска националистов выходят к Теруэлю.
19 февраля на помощь осаждённым приходит 5-й корпус, но слишком поздно. 20 февраля республиканцы оказываются в ловушке. Прието вынужден разрешить войскам отступить. Отступление быстро переросло в бегство, в частности, в Теруэле была брошена изнурённая боями 46-я дивизия Кампесино, которой пришлось самостоятельно выходить из окружения. Националисты взяли Теруэль, не встретив достойного сопротивления. Более 14 тысяч солдат республиканской армии попали в плен при попытке покинуть город.

## Итоги и последствия
Первоначально переброска под Теруэль значительных сил вынудила националистов отложить штурм Мадрида. Однако сражение за город стало битвой на истощение сил. Но несмотря на огромные потери, националисты оказались в более выигрышном положении по сравнению с республиканцами. Поражение в битве за Теруэль окончательно подорвало веру большинства сторонников Испанской республики в победу. 
Националисты открыли себе путь на северо-запад Пиренейского полуострова. Битва за Теруэль ознаменовала переход стратегической инициативы в войне к Национальной армии.

## Потери сторон
Потери обеих сторон в Теруэльском сражении были колоссальными. Националисты потеряли 47 000 человек, их противники — 55 000. Несмотря на приказ Прието о максимальной защите гражданского населения города, во время боёв городе были большие потери среди мирных жителей, десятки зданий были разрушены.